# كلير راندولف
كلير راندولف (بالإنجليزية: Clare Randolph)‏ هو لاعب كرة قدم أمريكية أمريكي، ولد في 2 مايو 1907 في شيكاغو في الولايات المتحدة، وتوفي في 24 ديسمبر 1972 في غلينديل في الولايات المتحدة.

## وصلات خارجية
- كلير راندولف على موقع مرجع كرة القدم المحترفة.كوم (الإنجليزية)